# Мария Кристина Саксонская (1770—1851)
Мария Кристина Саксонская (нем. Maria Christina von Saxen), или Мария Кристина Альбертина Каролина фон Веттин (нем. Maria Christina Albertina Carolina von Wettin; 7 декабря 1770, Дрезден, Саксонское курфюршество — 24 ноября 1851, Париж, Вторая французская республика) — принцесса из дома Веттинов, дочь Карла, герцога Курляндии; в замужестве в первом браке принцесса Кариньяно, во втором браке принцесса Монлеар; бабушка по отцовской линии Виктора Эммануила II, первого короля Италии из Савойской династии. Двоюродная сестра короля Саксонии Фридриха Августа I и французских королей Людовика XVI, Людовика XVIII и Карла X.

## Биография

### Ранние годы
Мария Кристина Альбертина Каролина родилась в Дрездене 7 декабря 1770 года. Она была вторым, но единственным выжившим ребенком в семье принца Карла Христиана Йозефа, герцога Курляндии и его морганатической супруги графини Франциски Корвин-Красиньска. За десять лет до рождения Марии Кристины её родители тайно обвенчались в Варшаве. Вслед за этим графине Корвин-Красиньска был дарован титул принцессы в собственном праве.
Мария Кристина получила хорошее домашнее образование. Курс, который ей преподавали гувернантки и частные репетиторы включал философию, географию, литературу, музыку, танцы и несколько иностранных языков. Помимо родного немецкого, принцесса свободно владела, итальянским, французским, польским и английским языками.

### Первый брак
В Турине 24 октября 1797 года (в день рождения жениха) она сочеталась браком со своим сверстником, Карлом Эммануилом Савойским, принцем Кариньяно. — В этом браке родились двое детей:
- принц Карл Альберт Савойский (02.10.1798 — 28.07.1849), принц Кариньяно и король Сардинии, сочетался браком с эрцгерцогиней Марией Терезой Австрийской;
- принцесса Мария Франческа Елизавета Карлотта Джузеппина Савойская (13.04.1800 — 25.12.1856), принцесса Кариньянская, сочеталась браком с эрцгерцогом Райнером Австрийским.

Карл Эммануил умер спустя три года после заключения брака. Он сражался против французской республиканской армии, потерпел поражение и умер в тюрьме во Франции.

### Второй брак
1 февраля 1810 года в Париже вдовствующая принцесса снова вышла замуж за Юлия Максимилиана де Монлеара (1787 — 1865), маркиза де Рюмона и принца де Монлеара. Второй муж был младше принцессы на семнадцать лет. В этом браке родились ещё пятеро детей:
- Юлий Морис де Монлеар (28.11.1807 — 16.03.1887), принц де Монлеар, узаконен родителями после вступления в брак;
- Луиза Батильда де Монлеар (20.01.1809 — 1823), узаконена родителями после вступления в брак, умерла в юном возрасте;
- Берта Мария де Монлеар (1811 — 1831), умерла в юном возрасте;
- Фредерика Августа Мария Ксаверина Кунегонда Юлия де Монлеар (11.11.1814 — 06.06.1885), сочеталась браком с бароном Куртом Карлом Марией фон Верниц, герцогом де Сен-Симон и маркизом де Монблеру, брак распался, покончила жизнь самоубийством;
- Маргарита Юлия де Монлеар (1822 — 1832), умерла в юном возрасте.

В 1824 году принцесса и её второй муж купили и восстановили замок Вильгельминенберг в районе Галлицинберг. Мария Кристина умерла в Париже 24 ноября 1851 года в возрасте 80 лет.

## Титулы
- 7 декабря 1770 — 24 октября 1797: Её Королевское высочество, принцесса Мария Кристина Саксонская, герцогиня Курляндии и Земгале;
- 24 октября 1797 — 16 декабря 1800: Её Королевское высочество, принцесса Кариньянская, принцесса Савойская;
- 16 августа 1800 — 1 февраля 1810: Её Королевское Высочество, вдовствующая принцесса Кариньянская, вдовствующая принцесса Савойская;
- 1 февраля 1810 — 24 ноября 1851: Её Королевское Высочество, принцесса де Монлеар, маркиза де Румон, вдовствующая принцесса Кариньянская, вдовствующая принцесса Савойская.